# Sandra Arenas
Sandra Lorena Arenas Campuzano (Pereira, 17 settembre 1993) è una marciatrice colombiana, vincitrice della medaglia d'argento ai Giochi olimpici di Tokyo 2020.

## Palmarès
| Anno | Manifestazione             | Sede           | Evento           | Risultato | Prestazione | Note                                     |
| ---- | -------------------------- | -------------- | ---------------- | --------- | ----------- | ---------------------------------------- |
| 2012 | Mondiali U20               | Barcellona     | Marcia 10000 m   | Bronzo    | 45'44"46    | Miglior prestazione personale            |
| 2012 | Giochi olimpici            | Londra         | Marcia 20 km     | 29ª       | 1h33'21"    |                                          |
| 2013 | Campionati sudamericani    | Cartagena      | Marcia 20000 m   | Oro       | 1h37'46"17  |                                          |
| 2013 | Mondiali                   | Mosca          | Marcia 20 km     | 19ª       | 1h32'25"    | Record nazionale                         |
| 2014 | Giochi sudamericani        | Santiago       | Marcia 20000 m   | Oro       | 1h31'46"9   | Miglior prestazione personale            |
| 2014 | Campionati ibero-americani | San Paolo      | Marcia 10000 m   | 5ª        | 44'58"26    | Miglior prestazione personale            |
| 2015 | Campionati sudamericani    | Lima           | Marcia 20000 m   | Oro       | 1h31'02"3   | Miglior prestazione personale            |
| 2015 | Giochi panamericani        | Toronto        | Marcia 20 km     | 4ª        | 1h32'36"    | Miglior prestazione personale stagionale |
| 2015 | Mondiali                   | Pechino        | Marcia 20 km     | 19ª       | 1h33'24"    |                                          |
| 2016 | Giochi olimpici            | Rio de Janeiro | Marcia 20 km     | 32ª       | 1h35'40"    |                                          |
| 2017 | Mondiali                   | Londra         | Marcia 20 km     | 5ª        | 1h28'10"    | Record nazionale                         |
| 2018 | Campionati ibero-americani | Lima           | Marcia 10000 m   | Oro       | 42'02"99    | Record nazionale                         |
| 2019 | Giochi panamericani        | Lima           | Marcia 20 km     | Oro       | 1h28'03"    | Record dei Giochi · Record nazionale     |
| 2019 | Mondiali                   | Doha           | Marcia 20 km     | 5ª        | 1h34'16"    |                                          |
| 2021 | Giochi olimpici            | Tokyo          | Marcia 20 km     | Argento   | 1h29'37"    |                                          |
| 2023 | Giochi panamericani        | Santiago       | Marcia a squadre | 6ª        | 3h16'21     |                                          |
| 2024 | Giochi olimpici            | Parigi         | Marcia 20 km     | 4ª        | 1h27'03"    | Record nazionale                         |
| 2024 | Giochi olimpici            | Parigi         | Staffetta mista  | 12ª       | 2h57'54"    |                                          |

## Altre competizioni internazionali
2016
- 10ª ai Mondiali a squadre di marcia ( Roma), marcia 20 km - 1h29'31"

2018
- 15ª ai Mondiali a squadre di marcia ( Taicang), marcia 20 km - 1h30'11"